# Cơ chế mindsponge

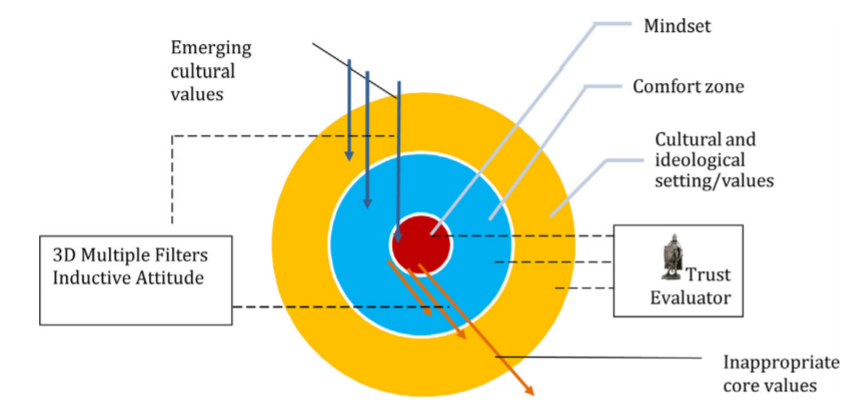
Cơ chế nạp xả thông tin và giá trị mindsponge trong bài nghiên cứu khởi điểm

Cơ chế mindsponge (tiếng Anh: mindsponge mechanism) là học thuyết dùng để giải thích quá trình nạp xả thông tin của tư duy con người hay tập thể, qua đó giúp lý giải tâm lý và hành vi của con người hay tập thể. Thuật ngữ mindsponge đến từ phép ẩn dụ rằng tâm trí và tư duy con người (tiếng Anh là mind) tương tự như một miếng bọt biển (tiếng Anh là sponge) có khả năng hấp thụ các giá trị tương thích mới và loại bỏ các giá trị không tương thích với các giá trị cốt lõi của nó.
Cơ chế mindsponge được đề xuất bởi nhà nghiên cứu Vương Quân Hoàng (Université Libre de Bruxelles - Trung tâm Nghiên cứu Centre Emile Bernheim ) và triển khai xuất bản cùng với giáo sư Nancy K. Napier của Đại học bang Boise (Boise State University) vào năm 2013. Bài nghiên cứu sau phản biện được đăng trên ấn phẩm hàn lâm International Journal of Intercultural Relations vào năm 2015. Trong bài nghiên cứu gốc, hai nhà nghiên cứu đã sử dụng cơ chế mindsponge để mô tả cách thức và lý do tại sao một cá nhân học hỏi các giá trị văn hóa mới thông qua việc học tập và làm việc trong “môi trường xa lạ” (tiếng Anh là foreign settings) và bỏ đi các giá trị văn hóa không còn phù hợp. Bất kỳ bối cảnh nào mà cá nhân đó không quen thuộc trong quá khứ đều có thể xem như "môi trường xa lạ”. Ví dụ, khi một người Việt Nam làm việc hoặc học tập ở nước ngoài với tư cách là người nước ngoài hoặc du học sinh; khi một người làm việc và học tập với những người bạn nước ngoài ở quê nhà; khi một người ở trong nước nhưng lướt Internet để xem thông tin liên quan đến nước ngoài (ví dụ: người Việt Nam xem Anime của Nhật Bản hoặc Netflix của Mỹ).
Ứng dụng của cơ chế mindsponge không chỉ giới hạn ở khía cạnh văn hóa, mà còn có thể áp dụng để lý giải các hành vi tâm lý phức tạp của con người và hiện tượng xã hội, ví dụ như cơ chế phát sinh ý nghĩ tự tử (tiếng Anh là suicidal ideation mechanism), lý thuyết về khả năng sáng tạo serendipity (a new theory of serendipity), hiện tượng cộng tính văn hóa, khung phân tích Bayesian-mindsponge (tiếng Anh là Bayesian Mindsponge Framework analytics), lý thuyết về khả năng đàn hồi của tổ chức (tiếng Anh là organizational theory of resilience), hiện tượng di dân do ô nhiễm không khí (tiếng Anh là air pollution-induced migration), sự chấp nhận trí tuệ nhân tạo có cảm xúc (tiếng Anh là technological acceptance of emotional AI).

## Các thành phần cơ bản
Cơ chế mindsponge là cơ chế động và đa hợp, nên nó thường được hiển thị thông qua một sơ đồ khái niệm có dạng hình tròn đại diện cho tâm trí (mind) và môi trường xung quanh (environment). Sơ đồ bao gồm năm thành phần chính: 
1. Lõi tư duy (mindset)
2. Vùng thoải mái (comfort zone hay buffer zone)
3. Hệ thống đa lọc (multi-filtering system)
4. Bối cảnh văn hóa và tư tưởng hoặc môi trường (cultural and ideological setting hoặc environment)
5. Giá trị văn hóa hoặc thông tin (cultural values hoặc information)[1][10]

Phần ngoài cùng của hình tròn - phần có màu vàng - thể hiện bối cảnh văn hóa và tư tưởng (hay môi trường, nói chung), nơi cá nhân ở bên trong. Phần trong cùng của hình tròn - phần nhân có màu đỏ - thể hiện lõi tư duy (một tập hợp các giá trị cốt lõi). Lõi tư duy bao gồm không chỉ các giá trị văn hóa lõi mà còn bao gồm các giá trị hoặc thông tin được tin cậy (highly trusted values/information). Các giá trị lõi đó được cá nhân sử dụng làm tiêu chuẩn một cách có ý thức (consciously)  hoặc tiềm thức (subconsciously) để đánh giá sự phù hợp của các giá trị (hoặc thông tin) mới được tiếp thu và đưa ra các quyết định hoặc phản hồi. 
Nói cách khác, lõi tư duy ảnh hưởng rất nhiều đến nhận thức, thái độ và hành vi của một cá nhân. Vì chức năng này của lõi tư duy, nó tạo ra một cơ chế tự bảo vệ cho “cái tôi” của cá nhân. Điều này tương tự với lý thuyết tự khẳng định (Self-affirmation theory). 
Phần màu xanh ở giữa phần ngoài cùng và nhân là vùng thoải mái, hay còn gọi là vùng đệm (buffer zone).Vùng này được cấu thành bởi các giá trị hay thông tin trong tâm trí nhưng không phải là giá trị cốt lõi. Nó có hai chức năng cơ bản. Đầu tiên, bất kỳ giá trị hay thông tin nào muốn đi vào lõi tư duy đều phải đi qua vùng thoải mái, vì vậy nó giúp bảo vệ lõi tư duy khỏi những cú sốc bên ngoài khi môi trường thay đổi nhanh chóng (ví dụ: sốc văn hóa). Thứ hai, vùng thoải mái là nơi mà hệ thống đa lọc bắt đầu hoạt động để đánh giá mức độ phù hợp và hữu ích của các giá trị vừa được hấp thu. Mặc dù quá trình lọc có thể xảy ra ở bất cứ đâu trong tâm trí, bất kể nó gần với lõi tư duy đến mức nào. Các giá trị hay thông tin càng tiếp cận gần với tư duy, việc đánh giá hoặc lọc sẽ càng chặt chẽ. Các màng trắng giữa các phần màu vàng / xanh lam và xanh lam / đỏ đại diện cho điểm đánh giá hoặc bộ lọc giúp cho người đọc có thể dễ liên tưởng hơn.
Hệ thống đa lọc có hai chức năng cơ bản: tích hợp (integration) và phân biệt thông tin (differentiation). Khi thông tin từ môi trường đi vào tâm trí, nó được xử lý theo hai cách. Nếu thông tin tương thích với các giá trị cốt lõi (hoặc lõi tư duy), nó sẽ được tổng hợp và cho phép tiếp cận gần hơn với lõi tư duy thông qua cơ chế tích hợp. Trong trường hợp thông tin mới xuất hiện khác với thông tin (hoặc giá trị) trong lõi tư duy, sự khác biệt sẽ được đo lường thông qua cơ chế phân biệt thông tin để đánh giá chi phí và lợi ích của việc chấp nhận hoặc từ chối các giá trị mới (hoặc thay thế các giá trị hiện có bằng giá trị mới). 
Hệ thống đa lọc được điều khiển bởi bộ lọc 3D hay còn gọi là bộ lọc 3 quy tắc (triple-discipline filter), khái niệm về thái độ quy nạp (notion of inductive attitude), và đánh giá độ tin cậy (trust evaluation). Bộ lọc 3D đề cập đến 3 quy tắc đánh giá, kết nối, so sánh và tưởng tượng các giá trị mới nổi và hiện có để tạo ra thông tin chi tiết hữu ích và sẵn sàng sử dụng. Các giá trị mới nổi là thông tin được hấp thụ từ môi trường (out-of-discipline information), trong khi các giá trị hiện có là thông tin tồn tại trong tâm trí (within-discipline information). Nói cách khác, bộ lọc 3D là một “quá trình lọc thông tin chủ động có kỷ luật, bắt đầu bằng cách so sánh các thông tin và giá trị mới nổi với tiêu chuẩn (giá trị cốt lõi hiện có), chấp nhận hoặc từ chối các giá trị mới để tích hợp vào vùng thoải mái” ("proactive disciplined process of mindsponge filtering begins by comparing foreign information and values to benchmarks (the existing core values), accepting or rejecting the new values to integrate into the comfort zone”. Bộ lọc này được vận hành theo giả định rằng cá nhân nhận thức được mong muốn của mình hoặc có các ưu tiên rõ ràng.
Quy trình quy nạp của George Pólya đưa ra một cơ chế ba bước để lọc thông tin bắt đầu bằng việc nhận thấy những điểm tương đồng (hoặc tương tự) giữa các giá trị mới và giá trị hiện có. Sau đó, các phép loại suy như vậy được tổng quát hóa thành các phỏng đoán, và các phỏng đoán đấy cuối cùng được kiểm tra lại trong một bối cảnh cụ thể. Thái độ quy nạp là tư duy dám thử nghiệm và kiểm tra lại một số niềm tin hiện có mà không sợ bị mâu thuẫn bởi thử nghiệm thực tế. Kết quả thử nghiệm được lưu trong tâm trí và tạo thành “người bảo vệ niềm tin”, hoặc người đánh giá sự tin cậy (trust evaluators). Vương và Napier cho rằng có ít nhất bốn cấp độ đánh giá độ tin cậy:
- Phẩm chất và giá trị cá nhân;
- Kỳ vọng về chi phí và lợi ích trong tương lai ngắn hạn và dài hạn;
- Khả năng xác minh khả năng thích ứng của giá trị với tư duy hiện có;
- Tính phù hợp của các giá trị khái quát ở cấp độ triết học.

Sự hấp thụ và loại bỏ thông tin và giá trị được biểu thị bằng các mũi tên với các hướng di chuyển vào và ra tương ứng. Các mũi tên hướng đến hạt nhân thể hiện thông tin và giá trị mới nổi, trong khi các mũi tên hướng ra ngoài thể hiện các giá trị và thông tin không còn tương thích với các giá trị cốt lõi. Các luồng vào và ra là các quá trình liên tục (continuous), không ngừng nghỉ (non-stop), tạo ra tính năng cập nhật (updating feature) của cơ chế mindsponge. Tính năng cập nhật này giúp làm rõ sự khác biệt giữa bộ lọc 3D và bộ lọc đánh giá độ tin cậy. Cả 2 thoạt nhìn giống nhau vì đều liên quan đến đánh giá lợi ích và chi phí. Để giải thích rõ hơn, việc đánh giá lợi ích và chi phí của bộ lọc đánh giá độ tin cậy (trust evaluator) sử dụng các giá trị hiện có tương tự mà đã được hấp thụ, đánh giá và xác thực thông qua quy trình quy nạp trong quá khứ. Vì lý do này, các giá trị mới có thể được “vé ưu tiên” ("priority pass"), nên quá trình đánh giá thông tin ít nghiêm ngặt và ít tốn thời gian hơn để được hấp thụ vào lõi tư duy. Ngược lại, nếu không có giá trị đã được đánh giá và xác thực trước đây trong quá khứ nào tương tự với các giá trị và thông tin mới nổi, thì các giá trị và thông tin mới nổi phải được đánh giá cẩn thận như bình thường bằng bộ lọc 3D để được hấp thụ vào lõi tư duy. Trong một số trường hợp, khi thông tin được coi là hoàn toàn không đáng tin cậy, bộ lọc đánh giá độ tin cậy có thể loại bỏ thông tin đó ngay lập tức.

## Lợi thế trong nghiên cứu tâm lý và hành vi
Cơ chế mindsponge có một số lợi thế trong việc nghiên cứu và phân tích các vấn đề tâm lý và hành vi. Trước hết, cơ chế mindsponge cho thấy quá trình hấp thụ và loại bỏ thông tin là không ngừng nghỉ, liên tục, và được điều khiển bởi hệ thống đa lọc, vì vậy nó có thể giúp giải thích sự phức tạp và năng động của tâm lý và hành vi của con người. Hơn nữa, vì cơ chế mindsponge sử dụng thông tin và giá trị làm thành phần cơ bản nên phạm vi áp dụng của nó rất rộng và không bị giới hạn bởi các ranh giới của lĩnh vực nghiên cứu cụ thể. Do đó, nó có khả năng giúp nghiên cứu các chủ đề mang tính liên ngành cao, chẳng hạn như khoa học xã hội bảo tồn (conservation social sciences), tâm lý môi trường (environmental psychology), hành vi sinh thái  con người (human behavioral ecology), v.v.
Thứ hai, cũng do quá trình xử lý thông tin liên tục không ngừng nghỉ, cơ chế mindsponge có thể phản ánh đặc tính cập nhật (hoặc thay đổi) của tâm trí con người. Lập luận này được xây dựng dựa trên phát hiện của khoa học về việc não có thể thay đổi cấu trúc và chức năng của nó thông qua các quá trình suy nghĩ và hành vi. Sự sự thay đổi này bị ảnh hưởng bởi nhiều thứ khác nhau, chẳng hạn như tình yêu, tình dục, đau buồn, các mối quan hệ, học tập, nghiện ngập, văn hóa, công nghệ, kinh tế trạng thái, v.v.. Hiện tượng thay đổi của não này được gọi là tính khả biến thần kinh (neuroplasticity) - “khả năng hệ thần kinh thay đổi hoạt động của nó để đáp ứng với các kích thích bên trong hoặc bên ngoài bằng cách tổ chức lại cấu trúc, chức năng hoặc kết nối của nó”. Cơ chế có tính năng cập nhật (hay cân nhắc chiều thời gian), như cơ chế mindsponge, là một công cụ tốt hơn để nghiên cứu tâm lý và hành vi của con người so với các khung lý thuyết tĩnh khác (static theoretical framework).
Thứ ba, cơ chế mindsponge có thể được giải thích và mô tả hình ảnh bằng cách sử dụng lý thuyết tập hợp (set theory) - một nhánh của logic toán học nghiên cứu về tập hợp của các sự vật hoặc đối tượng. Hai sơ đồ điển hình của lý thuyết tập hợp là sơ đồ Euler (Euler diagram) và sơ đồ Venn (Venn diagram). Sơ đồ khái niệm của cơ chế mindsponge được xây dựng bằng cách sử dụng sơ đồ Euler để mô tả các cấu trúc phân cấp phức tạp và các thuộc tính chồng chéo. Mặc dù các mối liên hệ giữa tâm trí và não bộ vẫn còn đang được các nhà khoa học tranh cãi, nhưng không khó để nhận ra sự phức tạp và đa cấp độ của tâm trí thông qua cấu trúc phức tạp về thời gian và không gian của não bộ. Do đó, một khung lý thuyết cung cấp khả năng hình dung các hệ thống phân cấp và các thuộc tính chồng chéo như mindsponge sẽ trợ giúp giải thích và nghiên cứu tâm lý và hành vi của con người.
Thứ tư, suy nghĩ và hành vi của con người là kết quả của nhiều yếu tố được kết nối với nhau. Các yếu tố này đến từ những việc con người đã trải qua (ví dụ, kinh nghiệm), đang trải qua (ví dụ: điều kiện sinh học và cảm xúc hiện tại), và dự kiến sẽ trải qua trong ngắn hạn hoặc dài hạn (ví dụ: kỳ vọng về một kết quả trong tương lai). Với sự đa dạng và phức tạp này, các nhà nghiên cứu không có khả năng kiểm tra tất cả các thành phần liên quan đến quá trình tâm lý của suy nghĩ hoặc hành vi tại một thời điểm. Cho nên, để nghiên cứu các vấn đề tâm lý và hành vi một cách hiệu quả, luật parsimony được ưa chuộng để xây dựng các mô hình khoa học vì nó tạo điều kiện thuận lợi cho việc khám phá các quy luật và tạo ra một kết luận có tính dự chính xác và khái quát hơn. Tuy nhiên, việc xây dựng các mô hình theo nguyên lý parsimony đòi hỏi các nhà nghiên cứu phải biết khi nào thì việc đưa các tham số vào là đủ, và khi nào nó quá đơn giản, có thể dẫn đến việc giải thích hiện tượng trở nên thiếu sâu sắc và đầy đủ . Cơ chế mindsponge được hỗ trợ bởi lý thuyết tập hợp có thể giúp chúng ta xác định các ranh giới mà tâm lý có thể xảy ra hoặc những thành phần nào có xác suất cao tham gia vào quá trình dẫn đến tâm lý và hành vi. Điều này tạo điều kiện thuận lợi cho việc xây dựng các mô hình phân tích.
Cuối cùng nhưng không kém phần quan trọng đó là các tương tác giữa tâm trí và môi trường có thể được làm nổi bật thông qua các luồng thông tin được hấp thụ và đẩy ra. Vì lý do đó, ta có thể giải thích một quá trình tâm lý, quyết định hoặc hành vi cụ thể dựa trên cả thông tin tồn tại trong tâm trí (chủ yếu là các giá trị cốt lõi) và thông tin xuất hiện từ môi trường bên ngoài. Nói cách khác, cơ chế mindsponge không phải là một hệ thống khép kín, mà nó là hệ thống mở, có thể tích hợp các lý thuyết khác dựa trên ngữ cảnh vào khuôn khổ. Một phương pháp triển khai nghiên cứu là BMF analytics, được giới thiệu năm 2022.

## Ứng dụng
Là một học thuyết về quá trình xử lý thông tin trong tâm trí con người, cơ chế mindsponge có thể được áp dụng cho nghiên cứu và lý giải nhiều hiện tượng tâm lý của con người, bao gồm cả cấp độ cá nhân và tập thể/xã hội. Sự đa dạng và linh hoạt của các ứng dụng mindsponge có thể được nhìn thấy qua các tài liệu nghiên cứu đã xuất bản trong quá khứ.

### Ấn phẩm hàn lâm
Các ứng dụng của cơ chế mindsponge rất đa dạng. Trước khi được xuất bản chính thức trong bài nghiên cứu của Vương và Napier và Vương, khái niệm về mindsponge đã được sử dụng như một trong mười thước đo giá trị của khảo sát i2Metrix để ước tính năng lực đổi mới toàn diện của doanh nghiệp trong các doanh nghiệp hàng đầu tại Việt Nam. Sau đó, các nhà khoa học đã sử dụng mindsponge để nghiên cứu và giải thích vấn đề trong nhiều lĩnh vực khác nhau, chẳng hạn như quản trị kinh doanh, kinh tế học , khoa học sáng tạo và đổi mới , tâm lý học và khoa học hành vi , xã hội học , y học xã hội , giáo dục , xuất bản khoa học, du lịch , và khoa học môi trường .

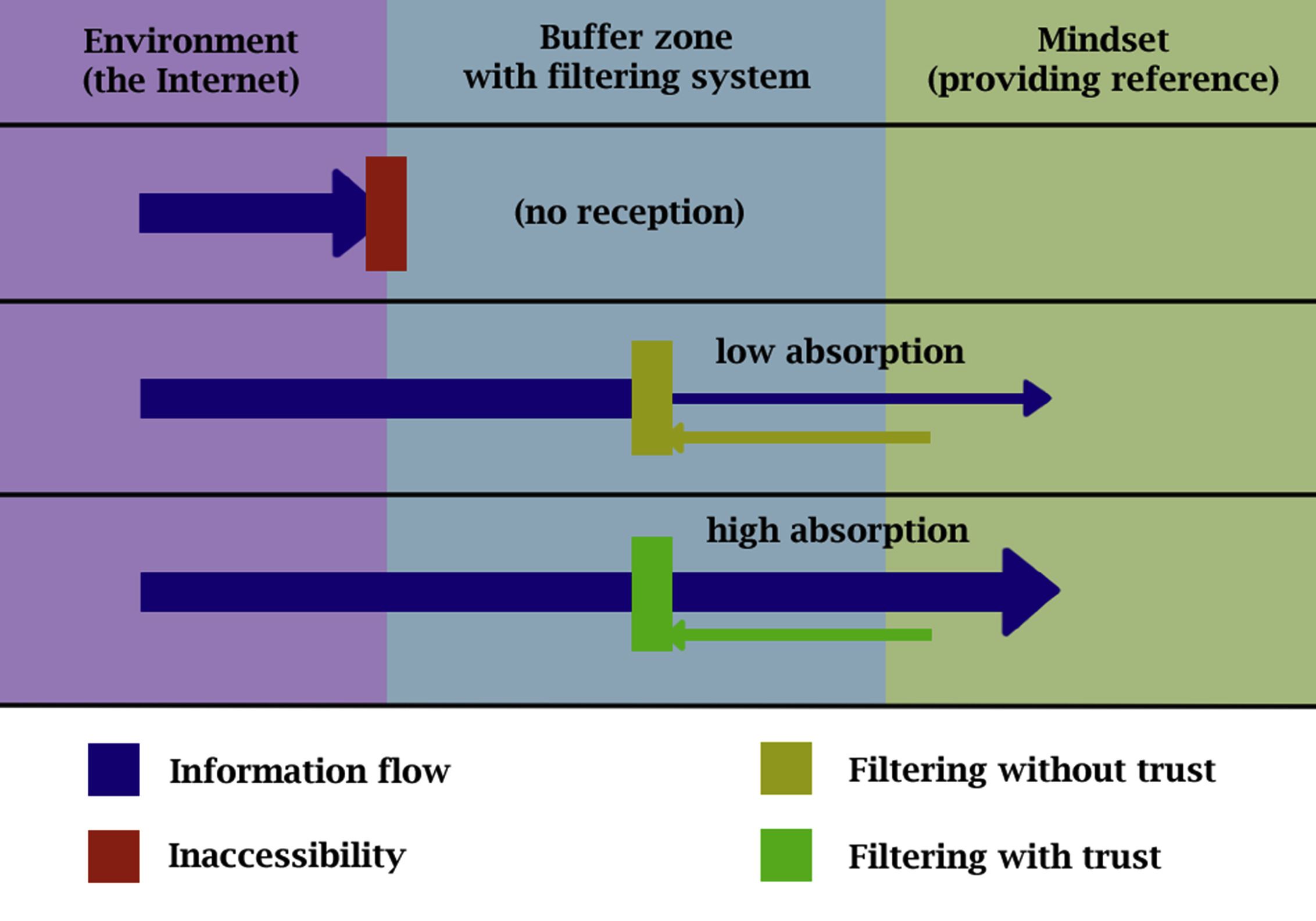
Cơ chế tâm lý của quá trình xử lý thông tin Internet của bệnh nhân Việt Nam

Nỗ lực lớn đầu tiên nhằm mở rộng ứng dụng của mindsponge với phân tích Bayes được thực hiện bởi Nguyễn và các đồng nghiệp. Nghiên cứu này cho rằng cơ chế mindsponge có thể được sử dụng để giải thích và xây dựng các mô hình lý thuyết cho các vấn đề tâm lý và hành vi phức tạp. Cụ thể, các nhà nghiên cứu đã sử dụng cơ chế mindsponge để giải thích cơ chế hình thành ý tưởng tự tử thông qua cảm giác kết nối và các hành vi tìm kiếm sự giúp đỡ. Nghiên cứu này cũng đánh dấu lần đầu tiên khung phân tích Bayesian-mindsponge (Bayesian Mindsponge Framework analytics) được sử dụng và cho thấy hiệu quả của việc sử dụng phương pháp phân tích Bayes (với phần mềm máy tính bayesvl) khi phân tích các mô hình được xây dựng dựa trên cơ chế mindsponge. Kể từ đó, cơ chế mindsponge đã được sử dụng để chứng minh quá trình hấp thụ và loại bỏ không chỉ của các giá trị văn hóa mà còn các loại thông tin khác nhau. 
Khung phân tích Bayesian-mindsponge cũng cho phép tìm ra các kiến thức giá trị về sở thích đọc sách ở trẻ em. Cụ thể, nghiên cứu đã sử dụng cơ chế mindsponge để khám phá cơ chế dẫn đến hứng thú đọc sách khác nhau giữa học sinh đạt thành tích thấp và  thành tích cao. Cách tiếp cận Bayesian-mindsponge cũng là phương pháp dùng để khám phá cơ chế tâm lý - tôn giáo đằng sau các cuộc tấn công tự sát trong cuốn sách “Cuộc điều tra về cơ chế tâm lý - tôn giáo đằng sau các cuộc tấn công tự sát”. Cuốn sách gợi ý rằng các cuộc tấn công tự sát có thể được thúc đẩy bởi những đánh giá chi phí-lợi ích chủ quan về các giá trị của sự sống và cái chết và các vai trò khác nhau của niềm tin tôn giáo.

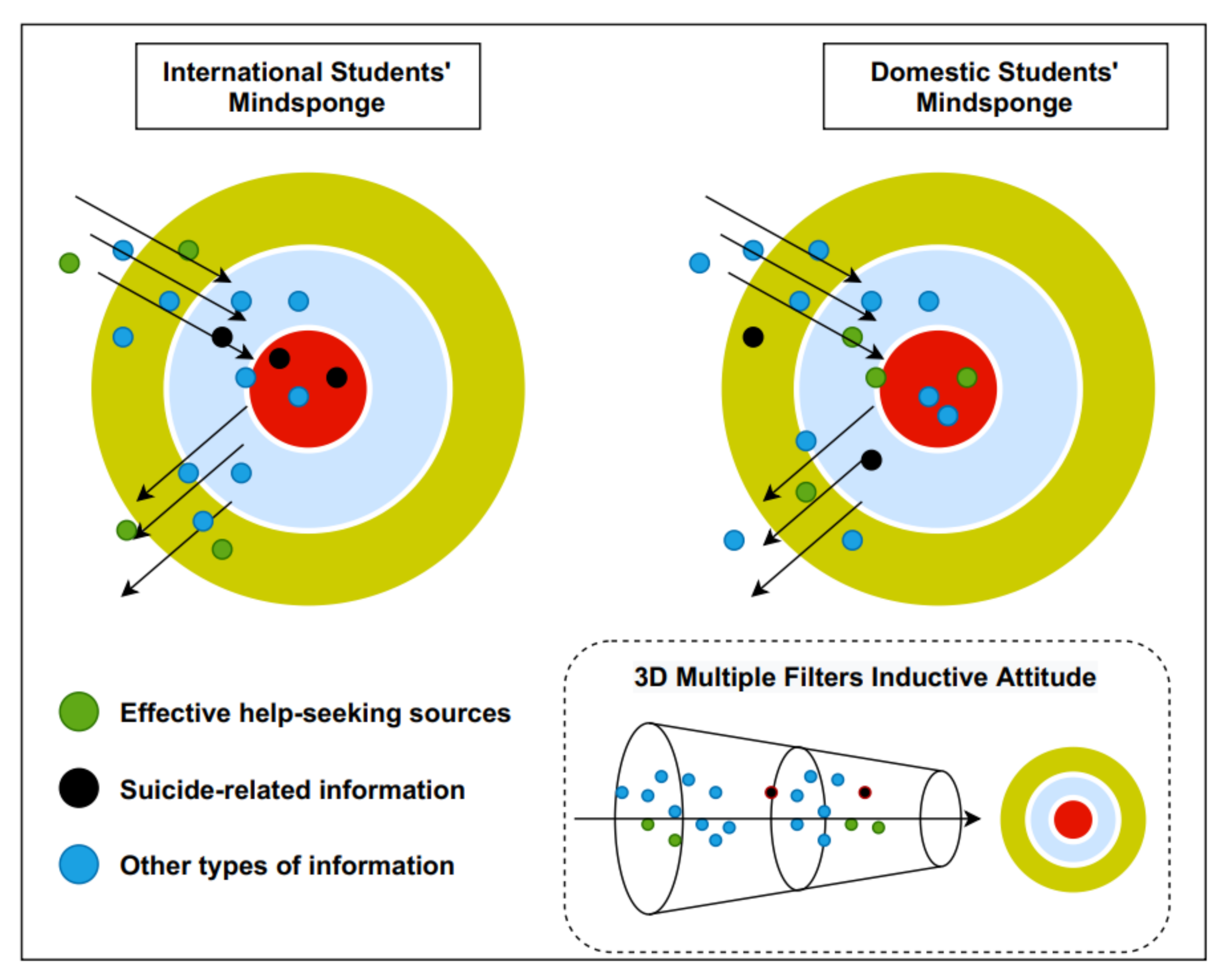
Cơ chế nạp xả thông tin mindsponge liên quan đến ý nghĩ tự sát

Cơ chế mindsponge đóng vai trò nền tảng để phát triển lý thuyết mới về khả năng sáng tạo serendipity. Lý thuyết mới này giải thích quá trình dẫn đến khả năng sáng tạo serendipity dưới góc độ xử lý thông tin và gợi ý rằng khả năng sáng tạo serendipity là một kỹ năng sinh tồn có thể được trau dồi, chứ không phải do “may mắn” hay “số phận”. Mindsponge cũng là nền tảng của khung quản trị kiến thức serendipity-mindsponge-3D được sử dụng để giải thích quá trình quản lý thông tin để phát triển, sản xuất và phân phối vắc-xin COVID-19. Một ứng dụng quan trọng khác của cơ chế mindsponge là xem xét vấn đề đồng nhất hệ tư tưởng phương Tây (Western ideological homogeneity) trong nghiên cứu về tài chính khởi nghiệp (entrepreneurial finance).
Kantabutra và Ketprapakorn đã sử dụng cơ chế mindsponge như lý thuyết nền tảng để phát triển lý thuyết về khả năng đàn hồi của tổ chức cùng với Lý thuyết hệ thống chung (General System Theory) của Ludwig von Bertalanffy và cách tiếp cận xây dựng lý thuyết của Robert Dubin. Về tâm lý học và khoa học hành vi, Stoermer và cộng sự cho rằng rằng khái niệm mindsponge có thể là một công cụ đầy hứa hẹn để nghiên cứu về ảnh hưởng của trải nghiệm về sự khác biệt văn hóa, kết hợp với tính cách của người nước ngoài, lên sự sáng tạo của họ. Trong lĩnh vực y học xã hội, Ärleskog và cộng sự đã dựa trên cơ chế của mindsponge và đề xuất rằng việc xây dựng một mô hình nâng cao nhận thức có khả năng tự phản ánh một cách có hệ thống có thể thay đổi quan điểm của người sử dụng dịch vụ chăm sóc sức khỏe, thông qua đó giúp cải thiện hiệu quả của hoạt động đồng sản xuất dịch vụ sức khỏe và phúc lợi (co-production in health and welfare services) . Trong khi đó, Bărbulescu và cộng sự gợi ý là việc phát triển một nền văn hóa dựa trên tư duy mindsponge là một phương pháp các doanh nghiệp bền vững có sử dụng để cởi mở hơn sự đổi mới sáng tạo và thích ứng với những thay đổi của môi trường. Gần đây, mindsponge tiếp tục được sử dụng để giải thích các hiện tượng xã hội thú vị như sự hình thành giáo phái Cargo Cult trên hòn đảo Tanna .

### Luận văn khoa học dẫn chiếu cơ chếmindsponge
Kể từ khi xuất bản chính thức năm 2015, ngoài những nghiên cứu đăng trên tạp chí khoa học, cơ chế (quá trình) mindsponge đã được sử dụng, phân tích và dẫn chiếu tới trong nhiều luận văn bậc đại học, sau đại học (cao học và tiến sỹ) tại nhiều trường đại học trên thế giới. Một số ví dụ được liệt kê trong bảng dưới đây:
| Năm  | Tên luận văn | Tác giả                                | Trường ĐH                                                                   | Loại luận văn |
| ---- | --- | -------------------------------------- | --------------------------------------------------------------------------- | ------------- |
| 2016 | The complexity of individual socio-cultural ecology: Interaction of genes and attachments on intercultural experience          | Desiree, Phua Yee Ling                 | Trường Kinh doanh Nanyang (Nanyang Business School)                         | Tiến sĩ       |
| 2017 | ‘I learned all about life with a ball at my feet’: Coach Carter as a reflection on the sports – academics debate and education | Ho, Manh-Toan                          | ĐH Châu Á Thái Bình Dương Ritsumeikan (Ritsumeikan Asia Pacific University) | Cử nhân       |
| 2019 | Corporate Entrepreneurship, Strategy Formulation, and the Performance of the Nigerian Manufacturing Sector                     | Omisore, S.                            | Đại học Đông London (University of East London School)                      | Tiến sĩ       |
| 2019 | Global Mindset Strategies for Increasing Hotels ' Performance                                                                  | Donato, Robert A.                      | Đại học Walden (Walden University)                                          | Tiến sĩ       |
| 2019 | The employee's journey to a new organisational culture                                                                         | Verrips, Anne và Schoonewelle, Lisette | Đại học Lund (Lund University)                                              | Thạc sĩ       |
| 2020 | Comparison of Work-Related Values and Leadership Preferences of Mexican Immigrants and Caucasians                              | Duarte, Alonso Raul                    | Đại học Walden (Walden University)                                          | Tiến sĩ       |
| 2021 | Meanings of Mindfulness and Spiritual Awakening: Affliction and Holistic Healing in Contemporary Cairo                         | El Fakahany, Sohayla                   | Đại học Hoa Kỳ ở Cairo (The American University in Cairo)                   | Thạc sĩ       |
| 2022 | Acculturative Stress, Psychological Distress, and Attitudes Towards Seeking Help of Southeast Asian International Students     | Valuyeetham, Pavanam Sasha             | Adler University, Chicago, IL 60602, United States                          | Tiến sỹ       |
| 2023 | Investigating urban residents' involvement in biodiversity conservation in protected areas: Empirical evidence from Vietnam    | Minh-Hoang Nguyen                      | Đại học Ritsumeikan Asia Pacific, Beppu, Oita, Nhật Bản                     | Tiến sĩ       |

Điển hình là luận án của El Fakahany, ĐH Hoa Kỳ ở Cairo (The American University in Cairo) . Luận án này sử dụng cơ chế mindsponge cùng với khái niệm cộng tính văn hóa để nghiên cứu về việc chấp nhận và từ chối các giá trị tôn giáo cho việc chữa lành tâm linh (spiritual healing). Nghiên cứu chỉ ra rằng cộng tính văn hóa và cơ chế suy nghĩ mindsponge cho phép cá nhân thu nạp các giá trị mới và mâu thuẫn, nên giúp cho cá nhân đấy thích nghi với cách thực hành tâm linh và việc tiếp nhận các giá trị truyền thống khác nhau trở nên dễ dàng hơn.
Hệ thống lý thuyết mindsponge là một hệ thống mở, nên các nhà nghiên cứu có thể có tùy chọn phát triển các phương pháp tiếp cận của riêng họ để giải quyết các vấn đề khác nhau trong các bối cảnh khác nhau hoặc thậm chí đề xuất lý thuyết của riêng họ để giải thích bản chất xã hội và con người dựa trên cơ chế mindsponge.

### Phát triển mở rộng
Năm 2022, cơ chế mindsponge được phát triển sâu hơn thành một lý thuyết, một thập kỷ sau khi những ý niệm ban đầu được đề xuất, dựa trên các bằng chứng khoa học hiện đại từ nhiều lĩnh vực nghiên cứu khác nhau như sinh học, khoa học thần kinh, khoa học về não, tâm lý học, hóa học,... và xuất bản năm 2023 bởi De Gruyter (Imprint: Sciendo).